# Billy Pappas
Billy Pappas (* 28. September 1984 in Lowell, Massachusetts; eigentlich William Pappaconstantinou) ist ein US-amerikanischer Tischfußballer und Hobby-Pokerspieler mit griechischen Wurzeln.

## Werdegang

### Tischfußball
Pappas spielt seit 2003 Tischfußball und gewann 2005, 2006, 2009 und 2013 die von der ITSF ausgetragene Weltmeisterschaft.

### Poker
Pappas arbeitete im Rockingham Park Poker Room in Salem als Pokerdealer und kam so mit dem Spiel in Berührung.
Seine erste Geldplatzierung bei einem Live-Turnier erzielte Pappas Mitte Oktober 2010 in Mashantucket. Im Juli 2014 spielte er erstmals das Main Event der World Series of Poker im Rio All-Suite Hotel and Casino am Las Vegas Strip und erreichte mit dem sechstgrößten Chipstack den Finaltisch, der im November 2014 ausgespielt wurde. Dort belegte er den fünften Platz und gewann ein Preisgeld in Höhe von mehr als 2 Millionen US-Dollar. Seitdem blieben größere Turniererfolge aus.